# Le Rubis sacré
Le Rubis sacré est un livre-jeu écrit par Jacques Denoyelle et Pascale Putégnat  en 1987, et édité par Presses pocket dans la collection Histoires à jouer : Les livres à remonter le temps, dont c'est le quatorzième tome.